# Zoyaellinae
Zoyaellinae es una subfamilia de foraminíferos bentónicos de la familia Zoyaellidae, de la superfamilia Nubecularioidea, del suborden Miliolina y del orden Miliolida. Su rango cronoestratigráfico abarca el Holoceno.

## Discusión
Clasificaciones previas incluían a Zoyaellinae en la familia Fischerinidae y en la superfamilia Cornuspiroidea.

## Clasificación
Zoyaellinae incluye al siguiente género:
- Zoyaella

Otro género considerado en la subfamilia Zoyaellinae es:
- Ceratina, aceptado como Zoyaella